# Telewizja Republika
Telewizja Republika ist ein polnischer privater Fernsehsender. Am 10. April 2013 ging Telewizja Republika auf Sendung. Er gilt als PiS-nah und konservativ römisch-katholisch.

## Geschichte
2012 gründeten die rechtskonservativen Journalisten Piotr Barełkowski, Bronisław Wildstein, Tomasz Sakiewicz, Katarzyna Gójska, Cezary Gmyz, Piotr Kwiecień und Rafał Ziemkiewicz sowie die Investigativjournalistin Anita Gargas von der Gewerkschaftszeitung der Solidarność. Als Vorbild diente der US-amerikanische Fox News Channel. Chefredakteur wurde zunächst Bronisław Wildstein. Weitere Publizisten der Magazine Do Rzeczy und Gazeta Polska konnten Ende 2012 für die Redaktion gewonnen werden, unter anderem Ewa Stankiewicz, Piotr Lisiewicz, Joanna Lichocka, Piotr Gociek, Marek Magierowski, Tomasz Terlikowski, Marcin Wolski und Krzysztof Masłoń. Nach 2016 gingen viele Redakteure von Telewizja Republika zu TVP und Polskie Radio, nachdem die PiS und Andrzej Duda die Wahlen 2015 gewonnen hatten und den staatlichen Rundfunk übernahmen. Nachdem der staatliche Rundfunk nach den Sejm-Wahlen 2023 von der neuen Regierung unter Donald Tusk übernommen worden war, gingen viele Journalisten und auch Zuschauer zu Telewizja Republika über. In der ersten Januarwoche 2025 wies der Sender beispielsweise eine höhere Einschaltquote auf als TVN24. Seit 2021 ist Tomasz Sakiewicz Chefredakteur und Vorstandsvorsitzender der Telewizja Republika Gruppe.
Im Juni 2024 erhielt Republika vom Nationalen Rundfunkrat (KRRiT) eine erweiterte Sendelizenz für DVB-T. Im Dezember bezog der Sender einen neuen Sitz mit modernerer Produktionsausrüstung.